# Meillers
Meillers [mɛje] est une commune française, située dans le département de l'Allier en région Auvergne-Rhône-Alpes.

## Géographie

### Communes limitrophes
Les communes limitrophes sont Autry-Issards, Bourbon-l'Archambault, Gipcy, Noyant-d'Allier et Souvigny.
| Bourbon-l'Archambault |          | Autry-Issards   |
| Gipcy                 | Meillers | Souvigny        |
|                       |          | Noyant-d'Allier |

### Géologie et relief
La superficie de la commune est de 23,48 km2 ; son altitude varie de 240  à   426 mètres.

### Hydrographie

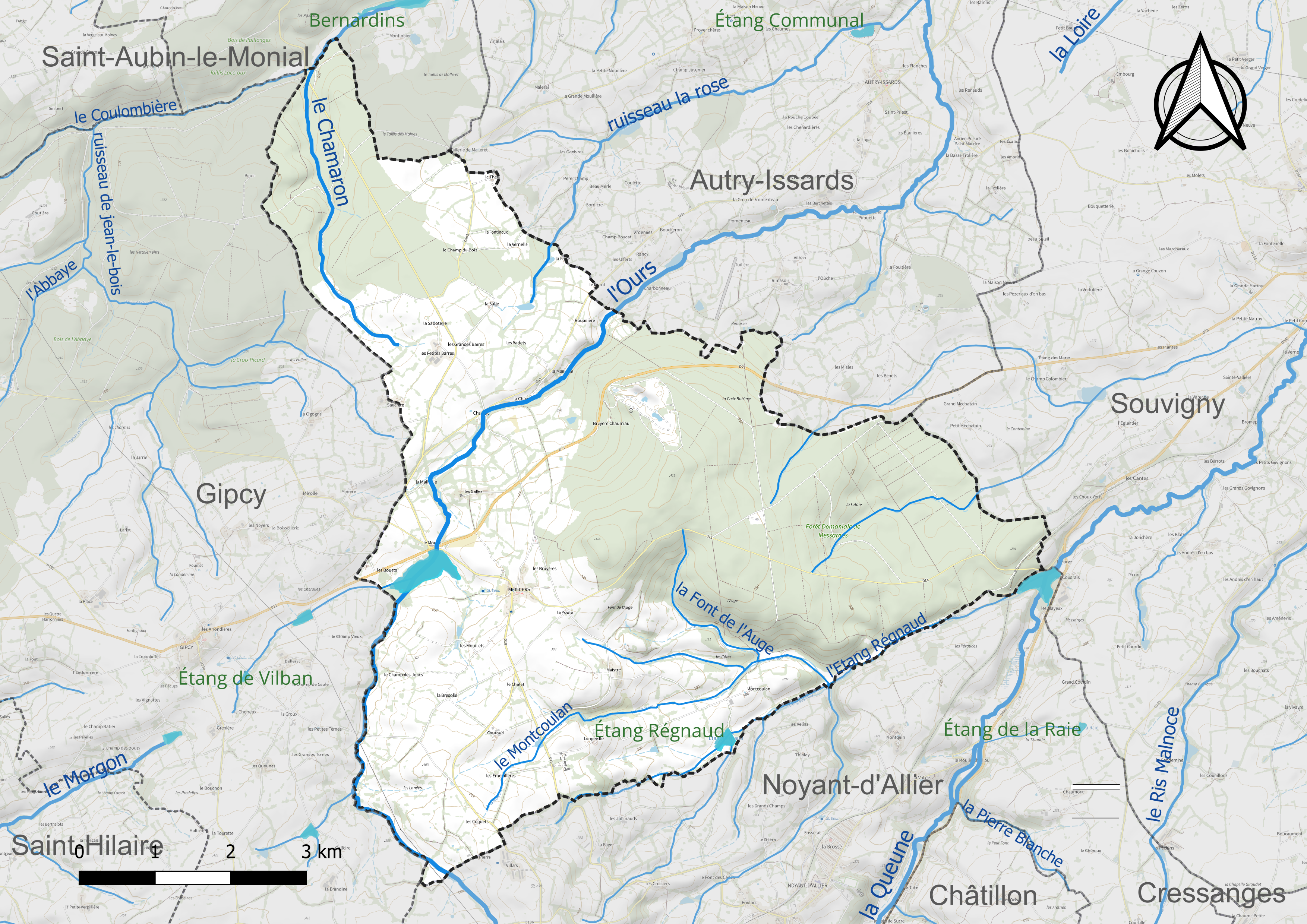
Carte hydrographique de la commune.

La commune est drainée par l'Ours, un affluent de la Burge, et donc un sous-affluent du fleuve Loire.
Le Chameron et le ruisseau de la Font de l'Auge (qui constitue la limite communale sud) passent également dans la commune.

### Climat
Pour des articles plus généraux, voir Climat d'Auvergne-Rhône-Alpes et Climat de l'Allier.
En 2010, le climat de la commune est de type climat océanique dégradé des plaines du Centre et du Nord, selon une étude du CNRS s'appuyant sur une série de données couvrant la période 1971-2000. En 2020, Météo-France publie une typologie des climats de la France métropolitaine dans laquelle la commune est exposée à un climat océanique altéré et est dans la région climatique Centre et contreforts nord du Massif Central, caractérisée par un air sec en été et un bon ensoleillement.
Pour la période 1971-2000, la température annuelle moyenne est de 10,7 °C, avec une amplitude thermique annuelle de 16,2 °C. Le cumul annuel moyen de précipitations est de 776 mm, avec 11,2 jours de précipitations en janvier et 6,9 jours en juillet. Pour la période 1991-2020, la température moyenne annuelle observée sur la station météorologique de Météo-France la plus proche, « Bourbon_sapc », sur la commune de Bourbon-l'Archambault à 9 km à vol d'oiseau, est de 11,9 °C et le cumul annuel moyen de précipitations est de 777,2 mm,. Pour l'avenir, les paramètres climatiques de la commune estimés pour 2050 selon différents scénarios d'émission de gaz à effet de serre sont consultables sur un site dédié publié par Météo-France en novembre 2022.

## Urbanisme

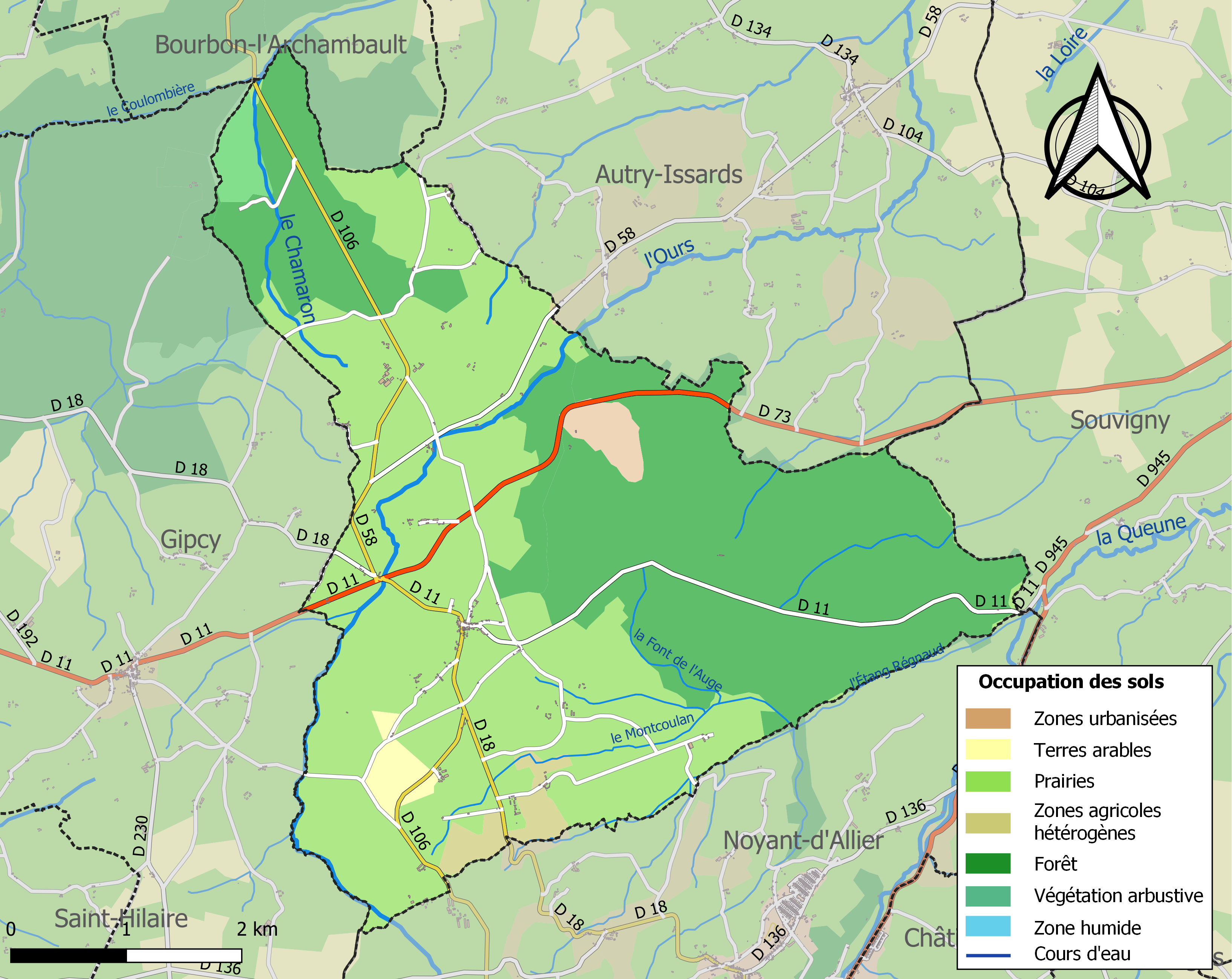
Carte des infrastructures et de l'occupation des sols de la commune en 2018 (CLC).

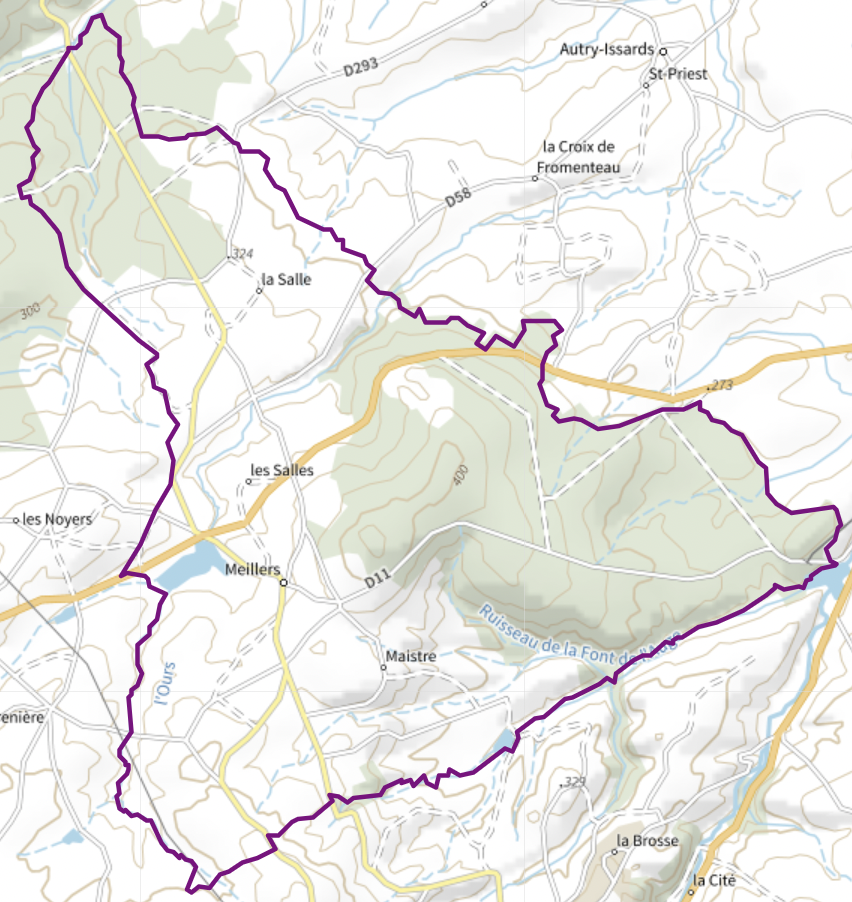
Cartte topographique de la commune en 2022.

### Typologie
Au 1er janvier 2024, Meillers est catégorisée commune rurale à habitat très dispersé, selon la nouvelle grille communale de densité à 7 niveaux définie par l'Insee en 2022.
Elle est située hors unité urbaine. Par ailleurs la commune fait partie de l'aire d'attraction de Moulins, dont elle est une commune de la couronne,. Cette aire, qui regroupe 64 communes, est catégorisée dans les aires de 50 000 à moins de 200 000 habitants,.

### Occupation des sols
L'occupation des sols de la commune, telle qu'elle ressort de la base de données européenne d’occupation biophysique des sols Corine Land Cover (CLC), est marquée par l'importance des territoires agricoles (53,9 % en 2018), une proportion sensiblement équivalente à celle de 1990 (54,5 %). La répartition détaillée en 2018 est la suivante : 
prairies (50,8 %), forêts (43,6 %), zones agricoles hétérogènes (1,7 %), mines, décharges et chantiers (1,3 %), terres arables (1,3 %), milieux à végétation arbustive et/ou herbacée (1,2 %).
L'IGN met par ailleurs à disposition un outil en ligne permettant de comparer l’évolution dans le temps de l’occupation des sols de la commune (ou de territoires à des échelles différentes). Plusieurs époques sont accessibles sous forme de cartes ou photos aériennes : la carte de Cassini (XVIIIe siècle), la carte d'état-major (1820-1866) et la période actuelle (1950 à aujourd'hui).

### Habitat et logement
En 2020, le nombre total de logements dans la commune était de 98, alors qu'il était de 102 en 2015 et de 98 en 2010.
Parmi ces logements, 61,7 % étaient des résidences principales, 14,1 % des résidences secondaires et 24,2 % des logements vacants. Ces logements étaient pour 98,1 % d'entre eux des maisons individuelles et pour 1,9 % des appartements.
Le tableau ci-dessous présente la typologie des logements à Meillers en 2020 en comparaison avec celle de l'Allier et de la France entière. Une caractéristique marquante du parc de logements est ainsi une proportion de résidences secondaires et logements occasionnels (14,1 %) supérieure à celle du département (7,2 %) et à celle de la France entière (9,7 %).
| Typologie                                               | Meillers | Allier | France entière |
| ------------------------------------------------------- | -------- | ------ | -------------- |
| Résidences principales (en %)                           | 61,7     | 77,9   | 82,1           |
| Résidences secondaires et logements occasionnels (en %) | 14,1     | 7,2    | 9,7            |
| Logements vacants (en %)                                | 24,2     | 14,9   | 8,2            |

### Voies de communication et transports
Le territoire communal est traversé par les routes départementales 11 (reliant Cosne-d'Allier à la D 945 au sud-ouest de Souvigny), 18 (vers Noyant-d'Allier et Ygrande), 58 (vers Autry-Issards), 73 (prolongement de la D 11 vers Souvigny), 106 (vers Bourbon-l'Archambault et Tronget) et 293 (vers Saint-Menoux).

## Histoire

### Préhistoire
Un site préhistorique, daté du Wurm ancien a été découvert dans la commune, implanté sur un massif de brèches silicifiées du Permien, démontrant son utilisation à l'époque.

## Politique et administration

La mairie.

### Rattachements administratifs et électoraux

#### Rattachements administratifs
La commune se trouve dans l'arrondissement de Moulins du département de l'Allier.
Elle faisait partie depuis 1801 du canton de Souvigny. Dans le cadre du redécoupage cantonal de 2014 en France, cette circonscription administrative territoriale a disparu, et le canton n'est plus qu'une circonscription électorale.

#### Rattachements électoraux
Pour les élections départementales, la commune fait partie depuis 2014 d'un nouveau canton de Souvigny porté de 11 à 29 communes.
Pour l'élection des députés, elle fait partie de la première circonscription de l'Allier.

### Intercommunalité
Meillers était membre de la communauté de communes Bocage Sud, un établissement public de coopération intercommunale (EPCI) à fiscalité propre créé fin 2003 et auquel la commune avait transféré un certain nombre de ses compétences, dans les conditions déterminées par le code général des collectivités territoriales.
Dans le cadre des dispositions de la loi portant nouvelle organisation territoriale de la République du 7 août 2015, qui prévoit que les établissements publics de coopération intercommunale (EPCI) à fiscalité propre doivent avoir un minimum de 15 000 habitants, cette intercommunalité a fusionné avec sa voisine pour former, le 1er janvier 2017, la communauté de communes du Bocage Bourbonnais, dont est désormais membre la commune.

### Liste des maires
| Période                                  | Période                        | Identité           | Étiquette | Qualité        |
| ---------------------------------------- | ------------------------------ | ------------------ | --------- | -------------- |
| Les données manquantes sont à compléter. |                                |                    |           |                |
| mars 2001                                | mars 2008                      | Guy de Durat       |           |                |
| mars 2008                                | juin 2023                      | Jean-Marie Pagliaï | DVD       | Démissionnaire |
| juin 2023                                | En cours (au 30 novembre 2023) | Nadège Piccand     |           |                |

## Population et société

### Démographie
L'évolution du nombre d'habitants est connue à travers les recensements de la population effectués dans la commune depuis 1793. Pour les communes de moins de 10 000 habitants, une enquête de recensement portant sur toute la population est réalisée tous les cinq ans, les populations de référence des années intermédiaires étant quant à elles estimées par interpolation ou extrapolation. Pour la commune, le premier recensement exhaustif entrant dans le cadre du nouveau dispositif a été réalisé en 2007.

En 2022, la commune comptait 128 habitants, en évolution de −9,22 % par rapport à 2016 (Allier : −1,38 %, France hors Mayotte : +2,11 %).
| 1793 | 1800 | 1806 | 1821 | 1831 | 1836 | 1841 | 1846 | 1851 |
| ---- | ---- | ---- | ---- | ---- | ---- | ---- | ---- | ---- |
| 562  | 472  | 530  | 456  | 450  | 459  | 425  | 422  | 463  |

| 1856 | 1861 | 1866 | 1872 | 1876 | 1881 | 1886 | 1891 | 1896 |
| ---- | ---- | ---- | ---- | ---- | ---- | ---- | ---- | ---- |
| 443  | 443  | 457  | 507  | 539  | 532  | 492  | 443  | 441  |

| 1901 | 1906 | 1911 | 1921 | 1926 | 1931 | 1936 | 1946 | 1954 |
| ---- | ---- | ---- | ---- | ---- | ---- | ---- | ---- | ---- |
| 440  | 472  | 439  | 373  | 366  | 353  | 346  | 326  | 346  |

| 1962 | 1968 | 1975 | 1982 | 1990 | 1999 | 2006 | 2007 | 2012 |
| ---- | ---- | ---- | ---- | ---- | ---- | ---- | ---- | ---- |
| 351  | 309  | 240  | 225  | 173  | 169  | 160  | 159  | 150  |

| 2017 | 2022 | - | - | - | - | - | - | - |
| ---- | ---- | - | - | - | - | - | - | - |
| 136  | 128  | - | - | - | - | - | - | - |

## Culture locale et patrimoine

### Lieux et monuments
- Église Saint-Julien  Classé MH (1846)[19], ancienne église prieurale d'un couvent de bénédictines relevant du diocèse de Bourges et dépendant de l'abbaye de Saint-Menoux puis église paroissiale dès l'Ancien Régime. C'est une des nombreuses églises romanes du pays de Souvigny. L'église date du XIIe siècle et est considérée comme un joyau de l'art roman[réf. nécessaire], avec son clocher de type barlong et son portail sculpté.
À l'origine, la nef avait une couverture en charpente. Dans le 2e quart du XIIe siècle ont été ajoutés le portail sculpté sur la façade, le clocher et la voûte de la nef. La nécessité d'assurer la poussée de la voûte a entraîné la construction de contreforts. Le chapiteau des animaux musiciens est inspiré de l'antique fabuliste Phèdre. Le tympan se compose des apôtres sous des arcades et d'un christ en gloire[20],[21].

L'église Saint-Julien
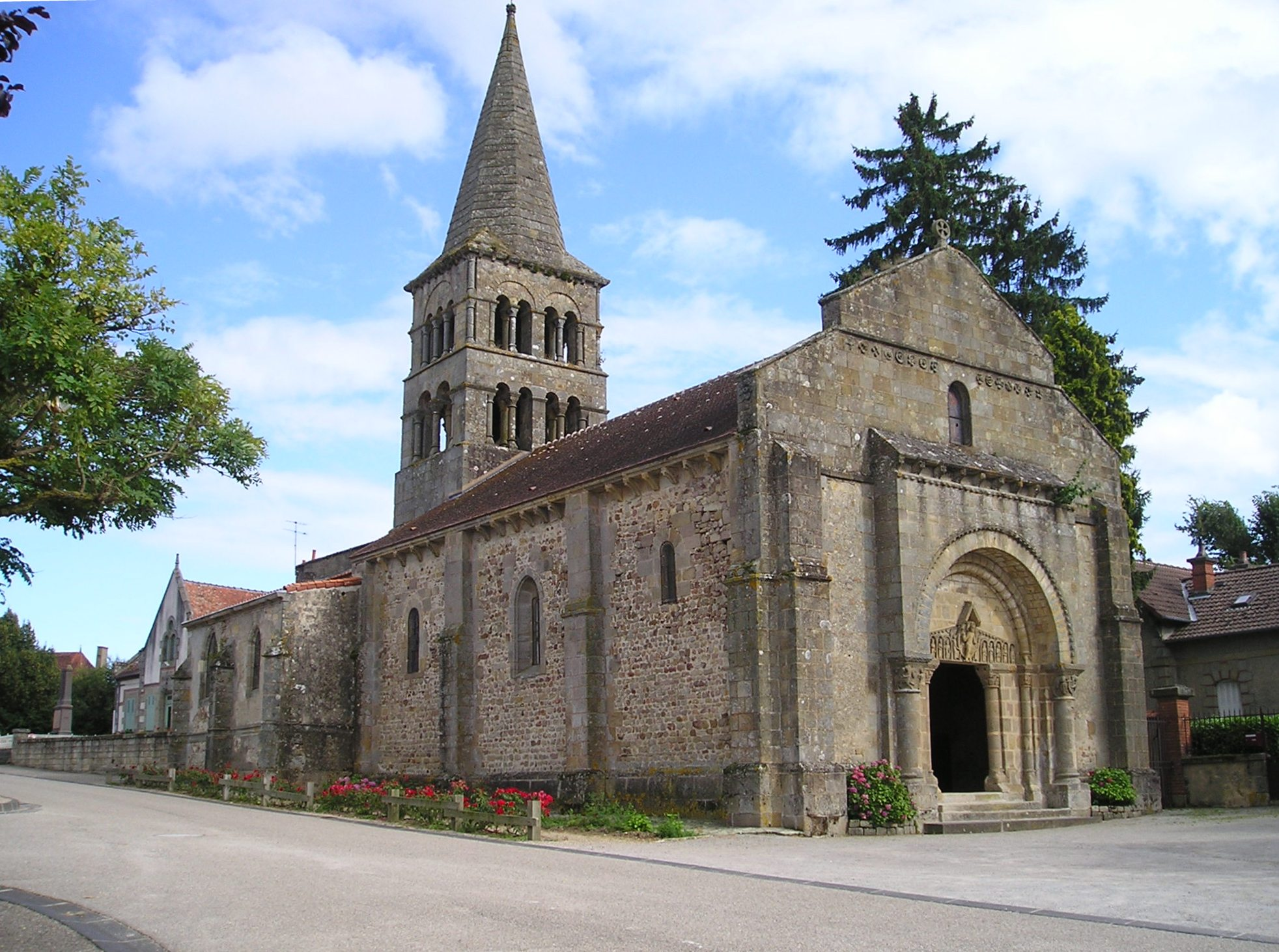
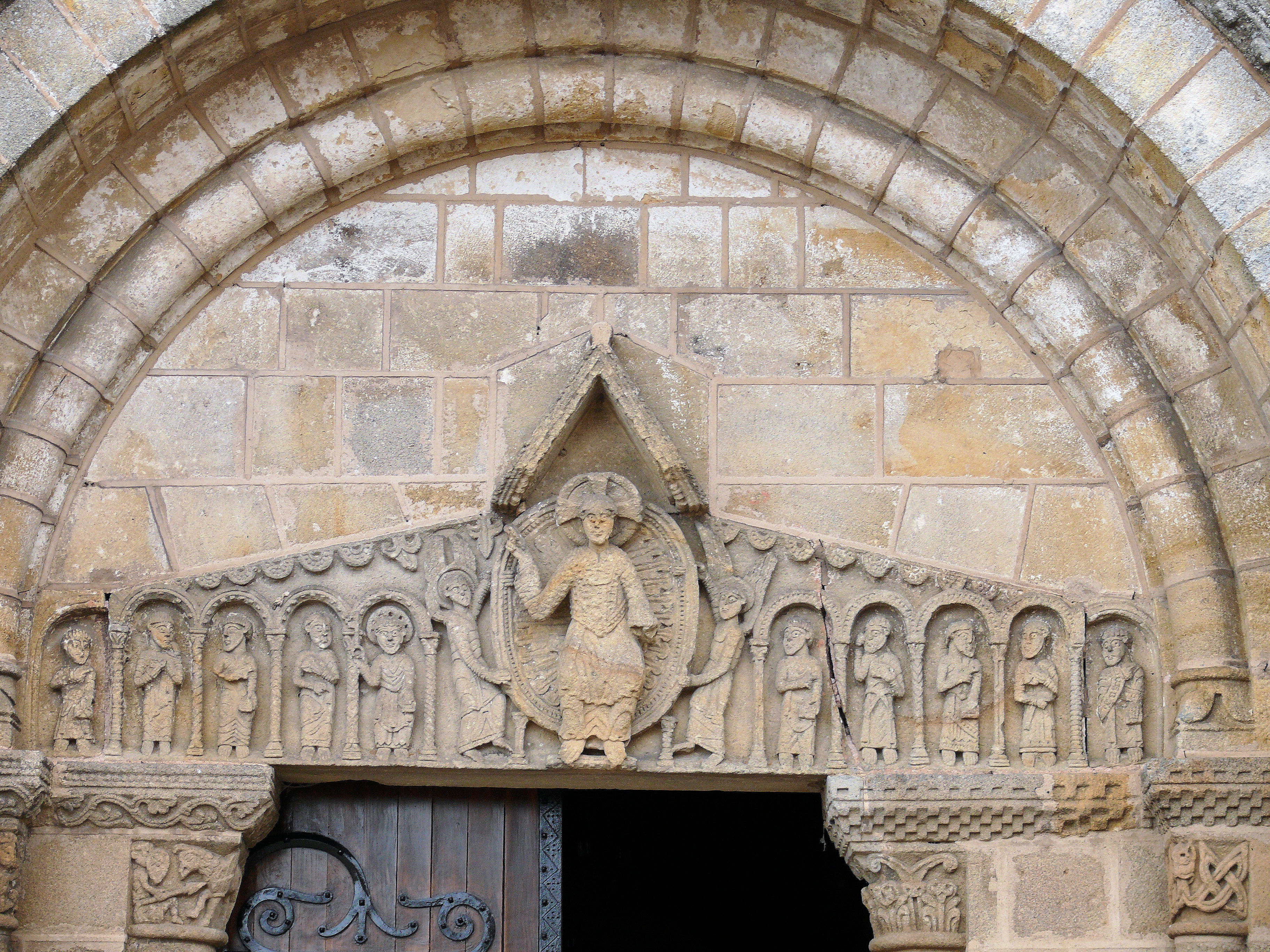
Tympan.
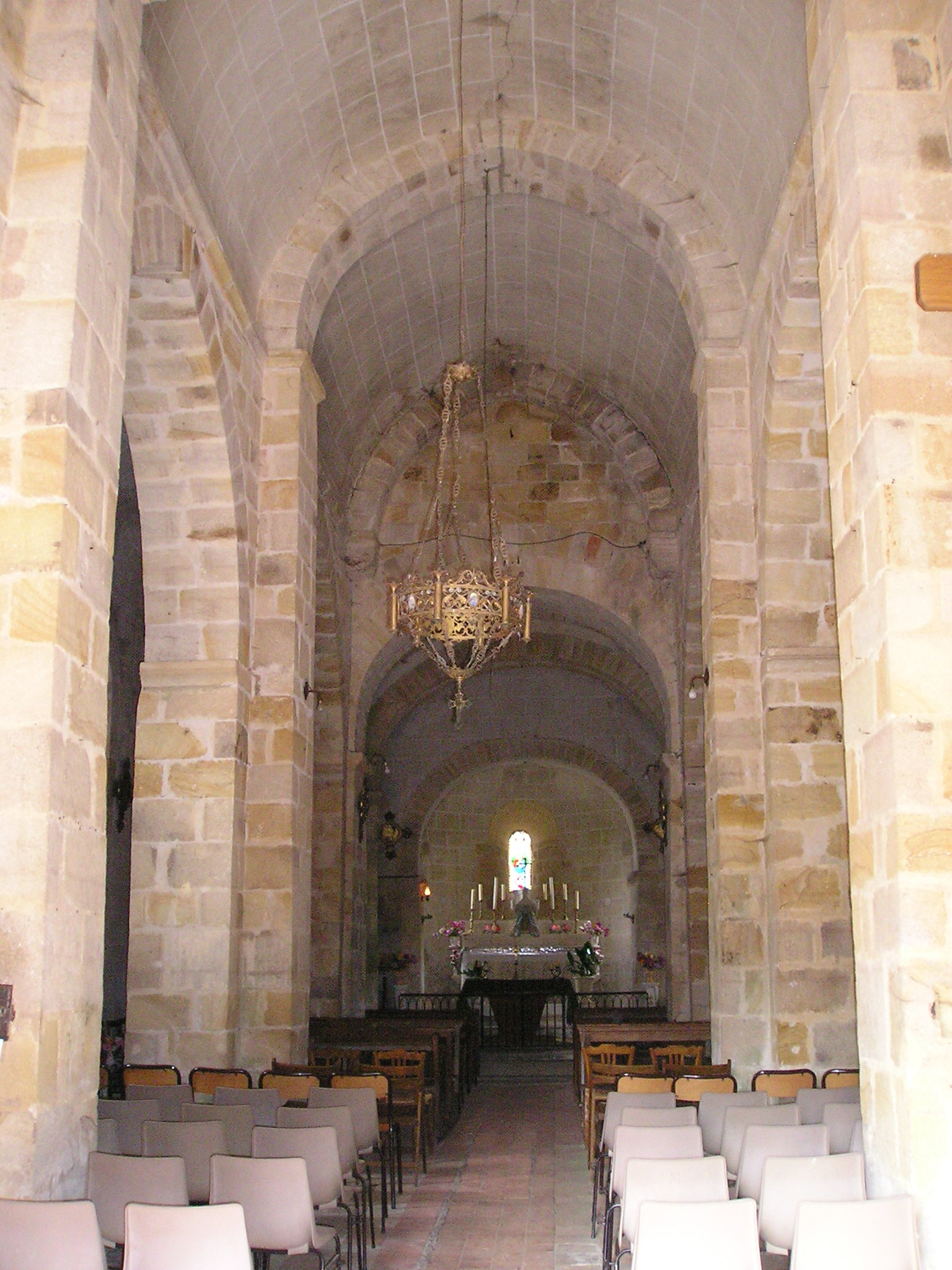
La nef.
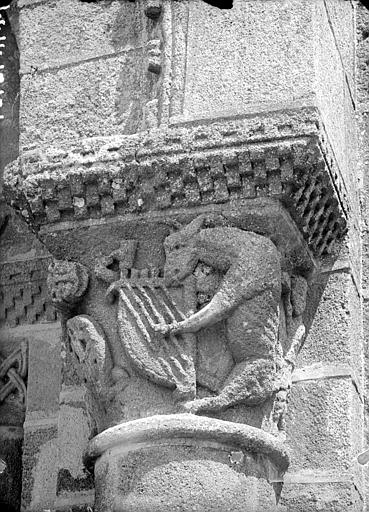
Chapiteau des animaux musiciens : âne jouant de la harpe.
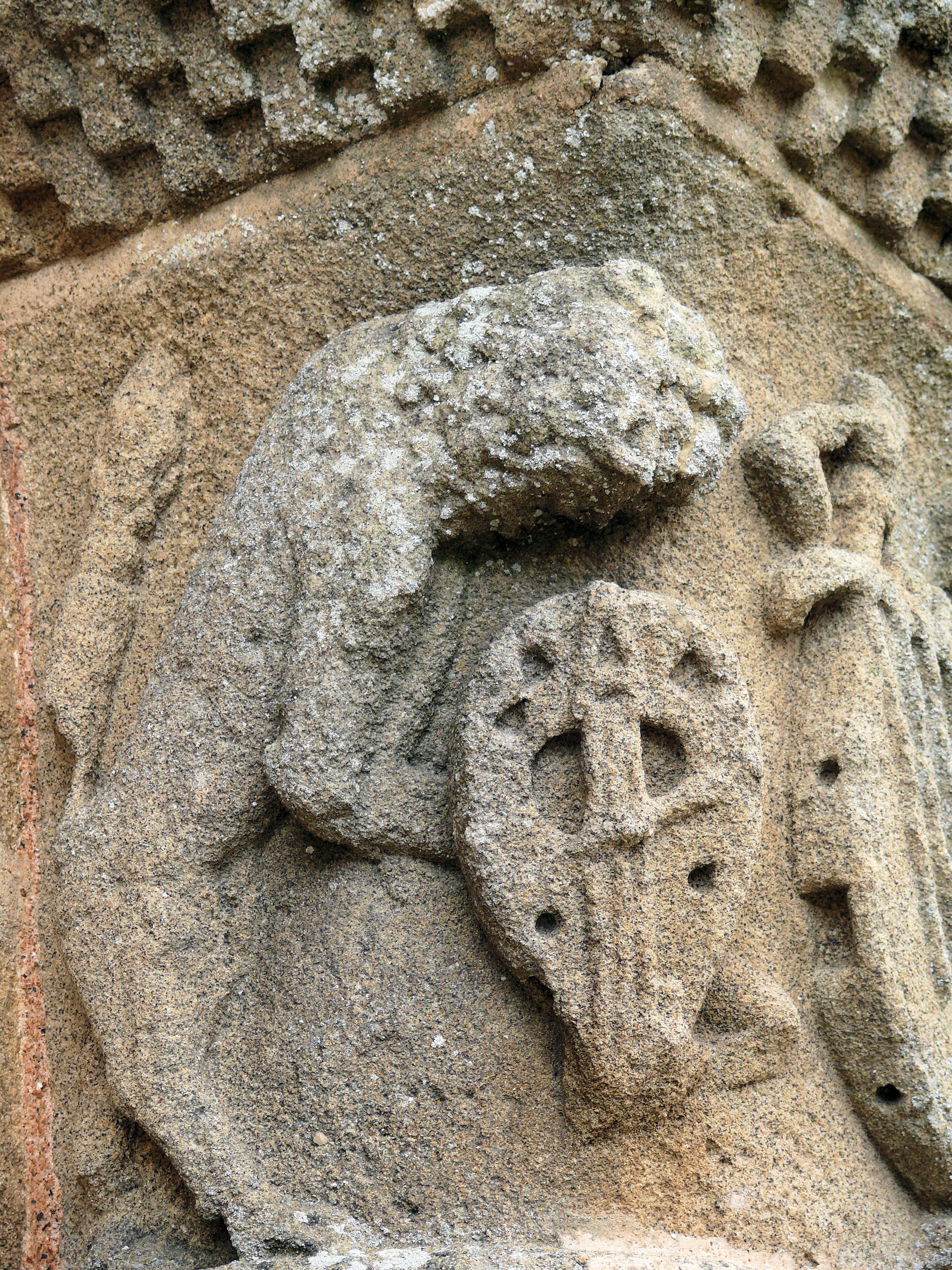
Chapiteau des animaux musiciens : lion jouant de la viole.
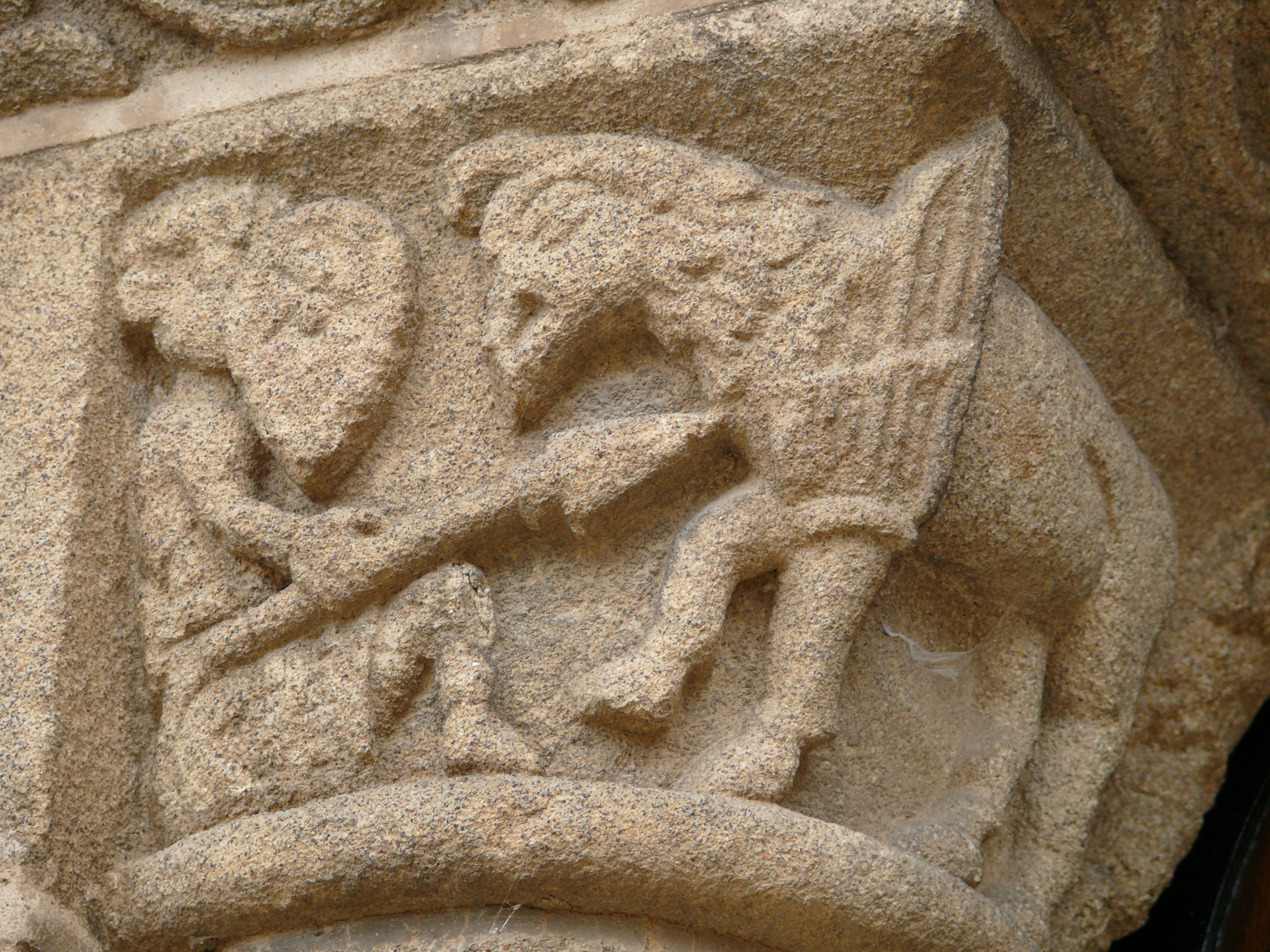
L'un des chapiteaux romans.

- La chapelle seigneuriale de Pravier[22] de deux travées a été construite en 1491 contre le flanc nord de l'église par Jacques de Lorme et Isabeau Fradel, son épouse. Les baies sont alors agrandies. Une pièce est ajoutée à l'est de la chapelle de Pravier à une date inconnue. La foudre tombe sur le clocher en 1842 nécessitant sa restauration entre 1843 et 1846 par Esmonnot. L'abside est restaurée entre 1859 et 1862. Les toitures et les charpentes sont restaurées en 1872 par Moreau. En 1880, la sacristie est démolie. Elle est remplacée par une chapelle sur le flanc sud de l'église. On peut voir dans la chapelle de Pravier une statue en bois de la Vierge, peut-être la plus ancienne du Bourbonnais. On trouve dans le bas-côté sud une autre Vierge. Elle est en pierre et date de 1687. Elle a été sculptée par Étienne Vigier dont le frère, Philibert, avait sculpté la colonnade des sources du jardin du château de Versailles.
- Château de La Salle  Inscrit MH (2000)[23], datant du XIIIe siècle et agrandi à la fin du XVe siècle.

## Pour approfondir